# Занюхча
Занюхча (рос. Занюхча) — присілок в Пінезькому районі Архангельської області Російської Федерації.
Населення становить 425 осіб. Входить до складу муніципального утворення Нюхченське муніципальне утворення.

## Історія
Від 1937 року належить до Архангельської області.
Орган місцевого самоврядування від 2004 року — Нюхченське муніципальне утворення.

## Населення
| 2002 | 2010 | 2012 |
| ---- | ---- | ---- |
| 438  | ↘335 | ↗425 |